# 下矢部村
下矢部村（しもやべむら）は、かつて熊本県上益城郡にあった村。

## 沿革
- 1889年（明治22年）4月1日 - 町村制施行に伴い上益城郡牧野村、荒谷村、白小野村、万坂村、藤木村、勢井村、柚木村、猿渡村、三箇村、葛原村が合併し、下矢部村が発足。
- 1955年（昭和30年）2月1日 - 上益城郡浜町、白糸村、御岳村と合併し、矢部町となり消滅。